# Stasys Stačiokas
Stasys Stačiokas (* 25. August 1937 in Alytus; † 11. Mai 2020 in Vilnius) war ein litauischer Jurist, Verfassungsrechtler, Richter und Politiker (Mitglied des Seimas).

## Leben
Nach dem Abitur an der Mittelschule absolvierte Stasys Stačiokas 1960 das Diplomstudium der Rechtswissenschaften an der Universität Vilnius in der litauischen Hauptstadt und lehrte danach an der Rechtsfakultät der Universität. Am 29. September 1967 promovierte er an der Universität Moskau im Wirtschaftsverwaltungsrecht der Industrie (zum Thema valstybinės – teisinės priemonės socialistinei pramonei sukurti Lietuvos TSR) in Russland. Von 1973 bis 1990 leitete er als Direktor das  forensische Forschungsinstitut Teismo ekspertizės mokslinio tyrimo institutas, von 1993 bis 1996 und von 1999 bis 2002 war er Richter im Lietuvos Respublikos Konstitucinis Teismas, von 1996 bis 1999  Mitglied im Seimas.
Er war verheiratet. Mit seiner Frau hatte er zwei Söhne.